# 百联中环购物广场
百联中环购物广场是位於中國上海市普陀区「真光路」與曹安路交匯處的由百联集團投资以及運營的一個商場，占地面积10万平方米，建筑总面积43万平方米。
百联中环购物广场於2006年3月筹建，2006年12月21日上午开业。裙楼工程于2007年底全部竣工。